# 고이즈미촌 (시즈오카현)
고이즈미촌(일본어: 小泉村)은 일본 시즈오카현 동부, 슨토군에 속했던 촌이다. 현재의 스소노시에 해당한다.

## 지리
성립 당시의 촌역은, 서쪽은 기세강 좌안으로부터, 동쪽은 하코네산까지를 포함하고 있었다.
이즈미촌이 분립 후에는 고텐바선이 대략적인 동쪽 경계가 되었다.

## 역사
- 1571년(모토가메2년) - 갑상동맹에 의해 다케다씨(스루가측)와 호조씨(이즈측)의 경계가 정해졌을 때에 기세가와 이동의 일부가 호조방에 남았기 때문에, 그 일대가 「이즈」라고 칭하게 되었다
- 1889년 4월 1일 - 정촌제 시행에 의해 슨토군 고이즈미촌이 성립하였다.
- 1952년 4월 1일 - 이즈미촌과 합병해 스소노정의 일부가 되었다.

## 교통

### 철도
고텐바선 스소노역 - 1915년까지의 명칭은 사노역이었지만, 소재지는 히라마쓰였기 때문에, 이즈미촌 성립 이후는 촌내에 역이 없는 상태였다.

## 참고 문헌
- 角川日本地名大辞典編纂委員会,『角川日本地名大辞典 22 静岡県』, 角川書店, 1978年, ISBN 4040012208